# Owlman
Owlman es el nombre de varios personajes que aparecen en los cómics publicados por DC Comics. Los personajes son contrapartes villanas del universo alternativo de Batman.

## Historial de publicación
Owlman apareció por primera vez en Justice League of America # 29 (agosto de 1964), y fue creado por Gardner Fox y Mike Sekowsky. Fue creado como una versión malvada de Batman porque los búhos son conocidos por aprovecharse de los murciélagos.

## Biografía

### Tierra Tres
Originalmente, Owlman es un supervillano súper inteligente cuyo nombre real nunca se dio, y que fue creado como una contraparte malvada de Batman y es un miembro de la organización criminal conocida como el Sindicato del Crimen de Estados Unidos que se originó y operó en el reverso de la Tierra-3. En algunas de las apariciones anteriores al Crisis Sindicato del Crimen, Owlman de la Tierra Tres también tenía la capacidad de controlar brevemente las mentes de otras personas, aunque no está claro cómo adquirió esta habilidad. Cuando fue eliminado, su mente subconsciente fue capaz de permanecer lo suficientemente activa para que él dijera una palabra que le permitiera viajar a la Tierra Tres. También fue capaz de ver en la oscuridad. En el primer viaje del Sindicato entre las Tierras, se encontraron con el JLA y la JSA, pero fueron derrotados y encarcelados entre la Tierra-1 y la Tierra-2 por Green Lantern. Más tarde, el villano del tiempo Per Degaton los lanzó como parte de su plan para apoderarse de la Tierra-2 robando misiles nucleares de la Crisis de los Misiles Cubanos de la Tierra Prima. Cuando el Sindicato lo traicionó, fueron enviados a 1982 porque se había asegurado de que esto sucediera cuando lo tocaban. Cuando fue derrotado, estos eventos fueron borrados de la existencia.
El Owlman pre-Crisis Tierra-3 y todos los miembros de su Sindicato del Crimen murieron durante la serie máxima de Crisis on Infinite Earths a manos del Antimonitor de una ola de antimateria que destruyó el Pre-Crisis Tierra-3.
Durante la historia de Convergence, Owlman estaba con el Sindicato del Crimen cuando intentaron liberar a Superwoman del corredor de la muerte. Después de que su misión fracasara y las cúpulas cayeran alrededor de las ciudades, Owlman se alejó de las batallas.

### JLA: Tierra 2
El personaje de Owlman fue revivido (junto con sus compañeros de equipo) a fines de la década de 1990 para la continuidad moderna de DC en la novela gráfica JLA: Tierra 2. Este Owlman fue desarrollado para ser un reflejo de los lectores modernos con una actitud y un fondo mucho más oscuros que cualquiera de las dos representaciones de la Tierra-Tres. En la antimateria de la Tierra, Owlman era ahora Thomas Wayne Jr., el hermano mayor de Bruce Wayne de esa realidad. En la mayoría de los universos de DC, la génesis de Batman ocurrió cuando el joven Bruce Wayne fue testigo del asesinato de sus padres y se inspiró para dedicar su vida a combatir el crimen.
Sin embargo, en el universo de la antimateria, el joven Bruce fue asesinado junto con su madre por un policía cuando Thomas Sr. se negó a acompañarlo para interrogarlo después de haber realizado un procedimiento médico ilegal. Thomas Jr. escapó de la escena del crimen con el matón Joe Chill, a quien consideraba su héroe, y creció hasta convertirse en Owlman. Equipar a sí mismo con un cinturón de herramientas que contiene la tecnología y armas similares a los utilizados por Batman, junto con poseer un alto intelecto mejorado con las drogas (dedicado a la delincuencia en lugar de servir a la ley), Owlman se convirtió en un maestro del crimen y un aliado a Jefe Gordon (la antimateria de la versión de la Tierra de James Gordon) y el subjefe Lucius Fox.
Más tarde, se supo que su padre Thomas Wayne padre todavía estaba vivo y había convertido en el jefe de la policía en la versión de su mundo de Gotham City, reuniendo un grupo de policías que no ceda a la corrupción rampante, que infesta su versión de la Tierra. Thomas Jr. culpa a su padre por la muerte de su madre y su hermano y se dio a entender claramente que el propósito principal de su carrera criminal es castigar a su padre, que es muy consciente de quién es y está igualmente decidido a destruir a su propio hijo. Durante su visita a la tierra "principal" del Universo DC, sobre el descubrimiento de la tumba los Wayne, afirma que nada importa porque 'está muerto', probablemente refiriéndose a Thomas Wayne, padre, y en realidad muestra un raro momento de patetismo como él se arrodilla frente la tumba.
Mientras que la antimateria Clark Kent (como Ultraman) es el líder del Sindicato, Thomas Jr. (como Owlman), es el verdadero cerebro del grupo. La relación de trabajo entre los dos es extremadamente tensa, debido al deseo de Ultraman de gobernar el planeta a través del miedo y la violencia que chocan con el deseo más pragmático de Owlman de permitir que la disidencia y la rebelión corran desenfrenadamente (hasta llegar a financiar la oposición hacia el Sindicato) para proporcionarse a sí mismo y sus aliados en los sindicatos Sindicatos enemigos para luchar.
Para complicar aún más las cosas, el hecho de que Thomas Jr. haya tenido una larga relación con la esposa de Ultraman, Superwoman. Ultraman está al tanto del asunto, pero debido a que Thomas Jr. no tiene material de chantaje fotográfico no revelado contra el villano, no puede buscar un castigo contra Owlman por la traición. Aunque Ultraman dispara rayos de advertencia entre ellos si los atrapa enamorándose el uno del otro cuando está cerca.
En JLA: Tierra 2, la antimateria Alexander Luthor, una versión heroica de Lex Luthor, hace referencia a la corteza cerebral "potenciada con drogas" de Owlman, aunque esta versión de Owlman no demuestra ningún poder sobrehumano. Presumiblemente, Thomas Jr. simplemente usa algún tipo de droga para mejorar su capacidad mental, aunque no se especifica específicamente qué tan poderosos son sus poderes mentales o cómo se mejoran a través de medios tan artificiales.
Thomas Jr. y sus aliados de Sindicato del Crimen aparecieron en la serie semanal Trinity, comenzando con el número 9. Los "Weaponers of Qward" habían atacado su Tierra, matando a millones y destrozando el paisaje. El Sindicato había secuestrado a cientos de personas inocentes de las 52 realidades, incluido el que parecía ser Jimmy Olsen, pero luego se reveló que era su duplicado de antimateria. No está claro si Thomas Jr. permite que el JLA gane para sacar a los héroes de su Tierra y contraatacar después de que se vayan, o si fue derrotado.

### Owlman en "New 52"
En la continuidad ficticia "New 52" de DC, Owlman es uno de los miembros del sindicato del crimen para llegar de la Tierra-3 en la conclusión de la "Trinity War". Él también se destaca por ser el amo de Alfred Pennyworth de su tierra (que fue responsable de la formación de la Sociedad Secreta de Super Villanos). Durante la trama Forever Evil, Owlman acompaña a Superwoman a Arkham Asylum, donde brotan sus internos y se da la captura de Nightwing. En la batalla final contra el Sindicato del Crimen, Owlman une al Sindicato del Crimen en la lucha contra la Liga de la Justicia y el equipo de Lex Luthor. En las consecuencias de la batalla, Owlman se menciona que sigue en libertad.

## En otros medios

### Televisión
Owlman aparece en los episodios de Batman: The Brave and the Bold, "Deep Cover for Batman!" y "Game Over for Owlman!", con la voz de Diedrich Bader. Owlman es el líder del Sindicato de la Injusticia. Owlman usa el oscilador de fase para ir a la dimensión de Batman. Después de una pelea, Batman lo encierra en la Batcave. Batman se hace pasar por Owlman para detener al sindicato. En "Game Over for Owlman!", Owlman escapa y enmarca a Batman cometiendo varios crímenes disfrazado de él (el disfraz de Batman de Owlman es casi la versión original de la década de 1930 del disfraz de Batman, completo con guantes de mano, máscara de ala alta, traje gris oscuro), y accesorios negros y amarillo brillante con cinturón utilitario circular. Los episodios posteriores revelan que este fue un traje anterior que usó Batman antes de cambiar a la versión actual de aspecto más amigable). Owlman reúne a un grupo de supervillanos (Manta Negra, Cerebro, Rey Reloj, Doctor Polaris, Caballero Fantasma y Gorilla Grodd) a unirse a él. Con los héroes detrás de él, Batman se alía con Joker (quien estaba disgustado de que Owlman lo estuviera atacando). Owlman usó la computadora de Batman para descubrir las debilidades para capturar Flecha Verde, Escarabajo Azul, Plastic Man, Tornado Rojo, el Átomo y Aquaman. Owlman negocia con Batman para entregarle el Oscilador de Fase a cambio de la libertad de los héroes capturados. Cuando se trató de pelear con Owlman y sus aliados villanos, Owlman permitió que Joker trabajara en la trampa de cera. Batman revela que viajó a Tierras alternativas para reunir a los Batmen para luchar contra los villanos y liberar a los héroes cautivos. Usando una cortina de humo, Batman de Tierra-1 logra atrapar a Owlman y Joker. Owlman es devuelto a su dimensión en esclavitud mientras los otros villanos son arrestados.

### Película
Owlman aparece como el principal antagonista en Justice League: Crisis on Two Earths, expresado por James Woods. Es un estratega siniestro y calculador, además de ser un artista marcial formidable, y está en una relación con Superwoman. A diferencia de las encarnaciones de cómics, esta versión de Owlman no tiene superpoderes, pero ha incorporado un poderoso exoesqueleto en su disfraz, lo que le permite un grado de fuerza sobrehumana. Cuando descubre la existencia del multiverso, se obsesiona con la idea de que nada importa realmente, ya que no importa qué acción tome una persona, una versión alternativa elegirá hacer la acción opuesta a la que este elija. Como resultado, busca Tierra-Primera, la base de todas las Tierras en el multiverso, con la intención de usar un arma poderosa para destruirla y con ella, toda la realidad, verla como la única opción con valor real. Razona que destruir el multiverso es la única acción que podría cometer de manera definitiva sin que otra versión de él tomara la opción alternativa en algún lugar (ver suicidio cuántico). Owlman casi logra su plan, pero Batman lo sigue hasta Tierra-Primera y lo derrota por poco. Batman envía el arma y Owlman a otra Tierra paralela que está despoblada y congelada. Una vez allí, Owlman nota que aún tiene tiempo para abortar la detonación y salvarse. Pero al darse cuenta de que una versión alternativa de él tomará la decisión opuesta a la que este escoja, opta por no hacer nada mientras menciona con sus últimas palabras: "Eso no importa". El arma explota y destruye el planeta mientras mata a Owlman.

### Videojuegos
- Owlman aparece en DC Universe Online en el DLC de Tierra-3 junto con Superwoman, Ultraman y Johnny Quick. Power Ring aún no se ha incluido en el juego.
- Owlman aparece como uno de los antagonistas centrales de Lego DC Super-Villains, con la voz de Jason Marsden.[6] Él y el Sindicato del Crimen se hacen pasar por el Sindicato de Justicia en el momento en que desaparece la Liga de la Justicia.